# نهر الراين
نهر الرَّايِن أو نَهْرُ رَيْن أو نهر الرَّين (بالألمانية: Rhein) هو نهر في أوروبا يمر عبر سويسرا وفرنسا وألمانيا وليختنشتاين وهولندا. يُعدّ الراين أحد أهم الأنهار وأطولها في القارة الأوروبية. اسم النهر مشتق من الكلمة السِّلتية Renos والتي تعني (الجاري).
يتبوّأ نهر الراين مكانة مهمة في التاريخ الأوروبي بوجه عام، والألماني بوجه خاص، حيث كان يشكل على مدى 400 عام الحدود الرئيسية بين بلاد الرومان والقبائل الجرمانية، كما نشأت على الجانب الغربي منه العديد من المدن الألمانية، والعديد من المدن الفرنسية على ضفافه، لذلك ظلت المناطق المحيطة به مكانا للنزاع والصراع بين ألمانيا وفرنسا، بغرض السيطرة على منافذ النهر. ظل الأمر بينهما إلى أن انتهت الحرب العالمية الثانية، واستقرت الأوضاع السياسية في العالم، وصار النهر من أهم الممرات المائية العالمية.
من جبال جليدية توجد شرقي سويسرا بالقرب من الحدود الإيطالية ينبع مجريان هما الراين الأوسط والراين الخلفي، بمحاذاة الحدود الغربية للنمسا، وعند بحيرة كونستانس يتحد المجريان في مجرى واحد هو الراين الكبير، الذي يتخلص من الطين والحصى الذي حمله من الجبال، يخرج من البحيرة باتجاه الغرب بانحدار يبلغ ارتفاعه حوالي 21 متراً، ثم يواصل جريانه بين ألمانيا وسويسرا باتجاه مدينة بال السويسرية، ويبلغ عرضه في هذه المنطقة حوالي 205 أمتار، ثم ينعطف شمالاً ليجري بين الغابة السوداء شرقاً، وجبال الفوج غربا ويسير وسط سهل يبلغ عرضه 32 كيلومتر، وعند هذه المنطقة يشكل النهر حدودا طبيعية بين فرنسا وألمانيا، ثم يعبر ألمانيا وهولندا، لينتهي به المطاف في بحر الشمال ليصب فيه.
يبلغ الطول الإجمالي للراين حوالي 1230 كيلومتر, يغطي مساحة تقدر بحوالي 252.000 كيلومتر مربع. يرتبط الراين بأنهار أوروبية مهمة مثل الدانوب، والرون، ومارن، مما يجعل منه مجرى ملاحيا داخليا عظيما، حيث تنقل المراكب الهولندية والألمانية من خلاله الفحم، ومشتقات النفط، وخامات المعادن، والحبوب.
على الرغم من تلوث بعض أجزائه بمخلفات السفن العابرة فيه، إلا أن هناك أجزاء أخرى لا تزال تحتفظ بجمالها الطبيعي الذي يستقطب اهتمام السياح من جميع أنحاء العالم، ولا يكاد يخلو برنامج سياحي لزيارة معالم أوروبا من رحلة نهرية عبر الراين، كما تقع العديد من القلاع التاريخية الألمانية والفرنسية على ضفاف النهر لتؤكد أهميته كمجرى مائي.
يرتبط بالنهر أيضا العديد من الأساطير الألمانية مثل أسطورة حورية البحر (لوريلي)) التي تظهر أحيانا للبحارة وعابري النهر، عند منحدر صخري شاهق يعرف بنفس الاسم، فتكون السبب في اختفاء سفن هؤلاء البحارة عند ذلك المنحدر.

## التاريخ العسكري والثقافي

### العصور القديمة
لم يكن نهر الراين معروفًا لدى هيرودوت، وذُكر تاريخيًا لأول مرة في القرن الأول قبل الميلاد في وصف جغرافيا العصر الروماني. شكل النهر في ذلك الوقت الحدود بين بلاد الغال وجرمانيا. وتشير التقديرات إلى أن القبائل الجرمانية كانت تسكن المنطقة منذ عام 2000 قبل الميلاد.
كان نهر الراين العلوي جزءًا من المساحة التي سكنتها حضارة هالستات المتأخرة منذ القرن السادس قبل الميلاد، وبحلول القرن الأول قبل الميلاد، سكنت حضارة لاتين محلها بشكل كامل تقريبًا، لتشكل منطقة اتصال مع حضارة ياستورف؛ أي الاتصال الثقافي السلتي الجرماني المبكر.
في الجغرافيا الرومانية، شكل نهر الراين الحدود بين غاليا وجرمانيا، فبحسب تعريف ماوروس سيرفيوس أونوراتوس في تعليق على الإنيادة لفيرجيل (8.727) (رينوس) «يفصل نهر الغال (أي نهر الراين) الشعب الجرماني عن الغال».
في الجغرافيا الرومانية، شكل نهر الراين وغابة هيركينيا سيلفا حدود العالم المتحضر، التي حرص الرومان على استكشافها. يتجسد هذا الرأي في «أعمال أغسطس الإلهي»، وهو نقش طويل لأغسطس، يتباهى فيه بمآثره، بما في ذلك إرسال أسطول استكشافي شمال نهر راينماوث إلى ساكسونيا القديمة وجوتلاند، وهو ما ادعى أنه لم يفعله أي روماني من قبل.
أمر أغسطس ابن زوجته الجنرال الروماني دروسوس بإنشاء 50 ثكنة عسكرية على طول نهر الراين، مما أدى إلى بدء الحروب الجرمانية في عام 12 قبل الميلاد. في هذا الوقت، كان سهل نهر الراين السفلي هو إقليم أوبي، وكانت أوبيدوم أوبيوروم (تُعرف اليوم بمدينة كولونيا) هي أول مستوطنة حضرية على طول نهر الراين، والتي تأسست في عام 38 قبل الميلاد على يد الأوبيين. أطلق الرومان على كولونيا اسم كولونيا كلوديا آرا من أجريبيناس في عام 50 م.
منذ وفاة أغسطس عام 14 م وحتى ما بعد عام 70 م، قبلت روما الحدود المائية لنهر الراين والدانوب العلوي كحدودها الجرمانية. خلف هذه الأنهار، كانت تسيطر فقط على سهل فرانكفورت الخصب، مقابل قلعة موغونتياكوم الحدودية الرومانية (ماينز)، والمنحدرات الجنوبية للغابة السوداء. وظل الجزء الشمالي من هذه الحدود، حيث نهر الراين عميقًا وواسعًا، هو الحدود الرومانية حتى سقوط الإمبراطورية. ولكن كانت الأمور مختلفة في الجزء الجنوبي. إذ يمكن عبور نهر الراين العلوي والدانوب العلوي بسهولة، فالحدود التي يشكلونها طويلة، وتحيط بإسفين حاد الزاوية من الأراضي الأجنبية بين بادن وفورتمبيرغ. ويُعتقد أن عدد السكان الجرمانيين في هذه الأراضي كان ضئيلًا في العصر الروماني، وقد انتقل الرعايا الرومان من منطقة الألزاس واللورين الحديثة عبر النهر شرقًا.
احتفظ الرومان بثمانية فيالق في خمس قواعد على طول نهر الراين. انخفض العدد إلى أربعة مع نقل المزيد من الوحدات إلى نهر الدانوب. اعتمد العدد الفعلي للجيوش الموجودة في أي قاعدة أو جميعها على ما إذا كانت هناك حالة حرب أو تهديد بالحرب.
أثرت المنطقتان العسكريتان الأصليتان، جرمانيا الدنيا وجرمانيا العليا على القبائل المحيطة، فقد اندمجت الشعوب الجرمانية العليا في الألمانية. توقف نهر الراين لبعض الوقت عن كونه حدودًا عندما عبر الفرنجة النهر واحتلوا بلاد الغال السلتية التي يهيمن عليها الرومان، حتى باريس.
عبرت القبائل الجرمانية نهر الراين في فترة الهجرة، وبحلول القرن الخامس تأسست ممالك فرانسيا على نهر الراين السفلي، وبورغوندي على نهر الراين العلوي، وألمانيا على نهر الراين العالي. ينعكس هذا «العصر البطولي الجرماني» في أساطير العصور الوسطى، مثل نيبيلونغنليد التي كانت عن البطل سيغفريد وهو يقتل تنينًا على صخرة التنانين بالقرب من بون عند نهر الراين وعن البورغنديين ومحكمتهم في فورمز، عند نهر الراين وكنز كريمهيلد الذهبي، الذي ألقاه هاجن في نهر الراين.